# Arno Arthur Wachmann
Pour les articles homonymes, voir Wachmann.
 (mai 2016).
Si vous disposez d'ouvrages ou d'articles de référence ou si vous connaissez des sites web de qualité traitant du thème abordé ici, merci de compléter l'article en donnant les références utiles à sa vérifiabilité et en les liant à la section « Notes et références ».
Arno Arthur Wachmann (8 mars 1902 – 24 juillet 1990) est un astronome allemand.

## Biographie
Arno Arthur Wachmann codécouvre avec Arnold Schwassmann les comètes périodiques 29P/Schwassmann-Wachmann, 31P/Schwassmann-Wachmann et 73P/Schwassmann-Wachmann.
L'astéroïde (1704) Wachmann est nommé en son honneur.

## Liste des astéroïdes découverts par Arno Arthur Wachmann
| (1465) Autonoma | 20 mars 1938    |
| (1501) Baade    | 20 octobre 1938 |
| (1586) Thiele   | 13 février 1939 |